# Stem (muziek)
Een stem in de muziek is een melodische functie in de harmonie of polyfonie.
Bij het woord 'stem' denkt men vooral aan zangstemmen. Er is dan sprake van een aantal zangers die elk een verschillende melodie zingen. Dat kan een canon zijn. Een koor bestaat vaak uit een aantal bassen (die samen dezelfde melodie zingen en dus één stem vormen), een aantal tenoren, een aantal alten en een aantal sopranen. Dat zijn dan vier stemmen.
Ook bij instrumentale muziek wordt echter van stemmen gesproken. Spelen twee of meer instrumenten een verschillende melodie, dan vormen ze elk een stem. Het is zelfs mogelijk dat een enkel instrument, meestal een klavierinstrument, meerdere stemmen speelt, bijvoorbeeld bij een fuga voor klavecimbel.